# Saint-Martin-le-Vinoux
Saint-Martin-le-Vinoux és un municipi francès al departament de la Isèra i a la regió d'Alvèrnia-Roine-Alps. L'any 2007 tenia 5.348 habitants.

## Demografia

### Població
El 2007 la població de fet de Saint-Martin-le-Vinoux era de 5.348 persones. Hi havia 2.014 famílies de les quals 590 eren unipersonals (243 homes vivint sols i 347 dones vivint soles), 519 parelles sense fills, 694 parelles amb fills i 211 famílies monoparentals amb fills.
La població ha evolucionat segons el següent gràfic:

### Habitatges
El 2007 hi havia 2.235 habitatges, 2.078 eren l'habitatge principal de la família, 31 eren segones residències i 126 estaven desocupats. 842 eren cases i 1.386 eren apartaments. Dels 2.078 habitatges principals, 1.153 estaven ocupats pels seus propietaris, 883 estaven llogats i ocupats pels llogaters i 43 estaven cedits a títol gratuït; 35 tenien una cambra, 214 en tenien dues, 488 en tenien tres, 625 en tenien quatre i 716 en tenien cinc o més. 1.229 habitatges disposaven pel capbaix d'una plaça de pàrquing. A 980 habitatges hi havia un automòbil i a 791 n'hi havia dos o més.

### Piràmide de població
La piràmide de població per edats i sexe el 2009 era:
| Homes | Edats   | Dones |
| ----- | ------- | ----- |
| 0     | 95 o +  | 4     |
| 12    | 90 a 94 | 20    |
| 12    | 85 a 89 | 32    |
| 16    | 80 a 84 | 44    |
| 64    | 75 a 79 | 80    |
| 112   | 70 a 74 | 96    |
| 116   | 65 a 69 | 164   |
| 104   | 60 a 64 | 104   |
| 96    | 55 a 59 | 168   |
| 140   | 50 a 54 | 144   |
| 208   | 45 a 49 | 196   |
| 188   | 40 a 44 | 240   |
| 208   | 35 a 39 | 176   |
| 188   | 30 a 34 | 180   |
| 156   | 25 a 29 | 216   |
| 148   | 20 a 24 | 172   |
| 148   | 15 a 19 | 184   |
| 188   | 10 a 14 | 220   |
| 196   | 5 a 9   | 192   |
| 152   | 0 a 4   | 104   |

## Economia
El 2007 la població en edat de treballar era de 3.541 persones, 2.541 eren actives i 1.000 eren inactives. De les 2.541 persones actives 2.280 estaven ocupades (1.186 homes i 1.094 dones) i 262 estaven aturades (118 homes i 144 dones). De les 1.000 persones inactives 233 estaven jubilades, 394 estaven estudiant i 373 estaven classificades com a «altres inactius».

### Ingressos
El 2009 a Saint-Martin-le-Vinoux hi havia 2.052 unitats fiscals que integraven 5.125 persones, la mediana anual d'ingressos fiscals per persona era de 18.547 €.

### Activitats econòmiques
Dels 297 establiments que hi havia el 2007, 2 eren d'empreses extractives, 4 d'empreses alimentàries, 4 d'empreses de fabricació de material elèctric, 1 d'una empresa de fabricació d'elements pel transport, 20 d'empreses de fabricació d'altres productes industrials, 44 d'empreses de construcció, 55 d'empreses de comerç i reparació d'automòbils, 19 d'empreses de transport, 8 d'empreses d'hostatgeria i restauració, 15 d'empreses d'informació i comunicació, 11 d'empreses financeres, 18 d'empreses immobiliàries, 64 d'empreses de serveis, 20 d'entitats de l'administració pública i 12 d'empreses classificades com a «altres activitats de serveis».
Dels 60 establiments de servei als particulars que hi havia el 2009, 1 era una oficina de correu, 1 una oficina bancària, 8 tallers de reparació d'automòbils i de material agrícola, 7 paletes, 11 guixaires pintors, 5 fusteries, 5 lampisteries, 3 electricistes, 4 empreses de construcció, 3 perruqueries, 2 agències de treball temporal, 4 restaurants, 5 agències immobiliàries i 1 saló de bellesa.
Dels 10 establiments comercials que hi havia el 2009, 2 eren grans superfícies de material de bricolatge, 1 una botiga de més de 120 m², 2 fleques, 1 una carnisseria, 1 una llibreria, 1 una botiga de material esportiu, 1 un drogueria i 1 una floristeria.
L'any 2000 a Saint-Martin-le-Vinoux hi havia 9 explotacions agrícoles que ocupaven un total de 72 hectàrees.

## Equipaments sanitaris i escolars
Els 2 equipaments sanitaris que hi havia el 2009 eren farmàcies.
El 2009 hi havia 2 escoles maternals i 4 escoles elementals. Saint-Martin-le-Vinoux disposava d'un col·legi d'educació secundària amb 492 alumnes.

## Poblacions properes
El següent diagrama mostra les poblacions més properes.

## Personatges il·lustres
- Frédéric Rauh